# まにお
まにおは、日本の漫画家。2022年より『コミック百合姫』（一迅社）にて、『愛したぶんだけ愛してほしいっ！』を連載。

## 作品リスト

### 連載
- きたない君がいちばんかわいい（『コミック百合姫』[2]2019年8月号 - 2022年4月号）
- 愛したぶんだけ愛してほしいっ！（『コミック百合姫』2022年11月号[1] - 2023年12月号[3]）

### 読み切り
- パラサイト（『MANNEQUIN feat. 初音ミク コミックアンソロジー』2022年） - アンソロジー寄稿作品。
- 超絶一網打尽人生☆（『超てんちゃん！ NEEDY GIRL OVERDOSE 公式アンソロジー』1巻、2022年） - 『NEEDY GIRL OVERDOSE』のアンソロジー寄稿作品。
- REAL YAMERO（『超てんちゃん！ NEEDY GIRL OVERDOSE 公式アンソロジー』2巻、2023年） - 『NEEDY GIRL OVERDOSE』のアンソロジー寄稿作品。
- もうひとりの私（『超てんちゃん！ NEEDY GIRL OVERDOSE 公式アンソロジー』3巻、2024年） - 『NEEDY GIRL OVERDOSE』のアンソロジー寄稿作品。
- うそつき（『yrhm 百合姫20thアンソロジー』2025年[4]） - コミック百合姫創刊20周年記念のアンソロジー寄稿作品。

### 書籍
- 『きたない君がいちばんかわいい』、一迅社〈百合姫コミックス〉2019年[2] - 2022年、全5巻
- 『愛したぶんだけ愛してほしいっ！』一迅社〈百合姫コミックス〉、2024年1月17日発売[5]、ISBN 978-4-7580-2647-5